# Matei G. Marinescu
Matei G. Marinescu (n. 1/13 aprilie 1903, București – d. 26 august 1983, București) a fost un inginer român, membru corespondent (1948) al Academiei Române.

## Biografie
A fost membru titular al Academiei de Științe din România începând cu 21 decembrie 1937 și membru titular începând cu 20 decembrie 1936 .

## Distincții
- Medalia Muncii (31 mai 1957) „pentru merite deosebite în muncă, cu ocazia celui de al II-lea Congres al Asociației Științifice a Inginerilor și Tehnicienilor din Republica Populară Romînă”[2]